# Keith Carradine
Keith Ian Carradine, född 8 augusti 1949 i San Mateo i Kalifornien, är en amerikansk skådespelare och sångare.

## Biografi
Keith Carradine är son till skådespelarna John Carradine och Sonia Sorel, bror till Robert Carradine och halvbror till David Carradine. De tre medverkade alla i filmen De laglösa (1980). Han belönades med en Oscar för bästa sång, för sången "I'm Easy" från filmen Nashville (1976).
Han är far till skådespelerskan Martha Plimpton, och halvbror till skådespelaren Michael Bowen.

## Filmografi (urval)
Television
- 1971 – Bröderna Cartwright (TV-serie) (avsnittet "Bushwacked")
- 1972–1973 – Kung Fu (TV-serie) (två avsnitt)
- 1983 – Chiefs (TV-serie) (tre avsnitt)
- 1985 – Utan vittne (TV-film)
- 1987 – Bortom all misstanke (TV-film)
- 1994 – Bitter Blood (TV-film)
- 1996 – Dead Man's Walk (TV-serie) (tre avsnitt)
- 1997 – Last Stand at Saber River (TV-film)
- 1997–1998 – Fast Track (TV-serie) (23 avsnitt)
- 2002 – The Outsider (TV-film)
- 2004 – Deadwood (TV-serie) (fem avsnitt)
- 2004–2005 – Complete Savages (TV-serie) (19 avsnitt)
- 2005 – Into the West (TV-serie) (avsnittet "Casualties of War")
- 2007–2009 – Dexter (TV-serie) (15 avsnitt)
- 2010 – Damages (TV-serie) (fem avsnitt)
- 2012 – Missing (TV-serie) (sju avsnitt)
- 2014–2018 – Madam Secretary (TV-serie) (79 avsnitt)
- 2014–2015 – Fargo (TV-serie) (nio avsnitt)

Film
- 1971 – McCabe & Mrs. Miller
- 1971 – A Gunfight
- 1973 – Den grymme, den starke och den fege
- 1973 – Idaho Transfer
- 1973 – Hex
- 1974 – Antoine and Sebastian
- 1974 – Somliga är tjuvar
- 1974 – Run, Run, Joe!
- 1975 – Nashville
- 1975 – You and Me
- 1976 – Kvinnolek
- 1976 – Välkommen till Los Angeles
- 1977 – Duellanterna
- 1978 – Pretty Baby
- 1978 – Sgt. Pepper's Lonely Hearts Club Band
- 1979 – Old Boyfriends
- 1979 – An Almost Perfect Affair
- 1980 – De laglösa
- 1981 – Inkräktarna
- 1984 – Välj mig
- 1984 – Marias älskare
- 1985 – Själens oro
- 1988 – The Moderns
- 1988 – Dödligt bakslag
- 1989 – Cold Feet
- 1989 – Street of No Return
- 1990 – Vem får ärva farsan?
- 1990 – Madonna: The Immaculate Collection (video)
- 1991 – Balladen om det sorgsna caféet
- 1992 – Criss Cross
- 1994 – Sälen André
- 1994 – Mrs. Parker och den onda cirkeln
- 1995 – Blodsband
- 1995 – Wild Bill
- 1996 – Två dagar i L.A.
- 1997 – Tusen tunnland
- 2003 – Monte Walsh
- 2004 – Hair High (röst)
- 2004 – Balto 3: Förändringens vindar (röst)
- 2007 – Elvis and Anabelle
- 2007 – Let's Kill Bobby Z
- 2010 – Peacock
- 2011 – Cowboys & Aliens
- 2011 – The Family Tree
- 2013 – A Texas Love Story
- 2024 – Afraid

## Utmärkelser
- 1975 – Oscar för bästa sång (för "I'm Easy")
- 1975 – Golden Globe Award för bästa sång (för "I'm Easy")
- 1998 – Golden Boot Awards (tillsammans med bröderna David och Robert)